# Lessardiaceae
 (janvier 2022).
Famille
Les Lessardiaceae sont une famille d'algues dinoflagellés de l’ordre des Peridiniales.

## Étymologie
Le nom vient du genre type Lessardia, donné en hommage à la biologiste américaine Evelyn Lessard (d) qui récolta l'organisme, en Atlantique nord, sur Georges Bank (en) (au large des côtes du Massachusetts).

## Liste des genres et espèces
Selon AlgaeBase (12 janvier 2022)
- Lessardia, J.F.Saldarriaga & F.J.R.Taylor
  - Lessardia elongata, Saldarriaga & F.J.R.Taylor, 2003

## Classification
Saldarriaga et al. classent le genre Lessardia dans la famille des Podolampaceae.